# پرروبنیتسه
پرروبنیتسه (به چکی: Přerubenice) یک ناحیه در جمهوری چک است که در ناحیه راکوونیک واقع شده‌است.